# Gubbelsjön
Gubbelsjön är en sjö i Strömsunds kommun i Jämtland och ingår i Ångermanälvens huvudavrinningsområde. Sjön har en area på 1,09 kvadratkilometer och ligger 577,3 meter över havet. Sjön avvattnas av vattendraget Sjulsån (Fiskån).

## Delavrinningsområde
Gubbelsjön ingår i det delavrinningsområde (715777-143572) som SMHI kallar för Utloppet av Gubbelsjön. Medelhöjden är 675 meter över havet och ytan är 7,08 kvadratkilometer. Räknas de 16 avrinningsområdena uppströms in blir den ackumulerade arean 32,32 kvadratkilometer. Sjulsån (Fiskån) som avvattnar avrinningsområdet har biflödesordning 3, vilket innebär att vattnet flödar genom totalt 3 vattendrag innan det når havet efter 304 kilometer. Avrinningsområdet består mestadels av skog (60 procent) och kalfjäll (22 procent). Avrinningsområdet har 1,09 kvadratkilometer vattenytor vilket ger det en sjöprocent på 15,3 procent.